# Álvaro Fernández Fernández
Álvaro Fernández Fernández fue un ciclista profesional español, nacido en Villalba de Rioja (La Rioja) el 22 de julio de 1960. Fue profesional desde 1984 hasta 1986, siempre en el equipo Reynolds.  
Falleció, víctima de accidente, arrollado por un turismo mientras se entrenaba por la carretera Nacional 124, a la altura de las Conchas de Haro en 1987.

## Palmarés
1984
- Vuelta a Navarra
- Vuelta a Castellón

## Equipos
- Reynolds (1984-1986)